# Beque
En náutica, el beque (también espolón, nariz, ant. esperon, asperon) de una embarcación es el remate de la proa obra saliente desde uno y otro costado de proa hasta el tajamar,  el cual se ha separado de la roda en su parte superior, para formar una plataforma triangular con base circular (por el contorno de la proa). Sirve para que los marinos tengan espacio para arreglar los cabos (cuerdas) y velas del bauprés. Nombre más comúnmente usado en plural. (fr. Eperon; ing. Beackhead; it. Bittalo, Esperone).

## Etimología
Antes de existir el mascarón de proa, existía un adorno en la cabeza de la roda con forma de voluta, que se llamó beque.
El beque procede del francés bec ‘pico’, y se llamó así porque el saliente recuerda al pico de un ave. Se llama también nariz, y en lo antiguo se decía esperon y asperon, según Luz. El Voc. Nav. le llama indistintamente espolón y beque.
1. Luz.: Luzuriaga (Diccionario manuscrito de los años de 1620 a 1630)
2. Voc. Nav.: Vocabulario Navaresco del siglo XVI

## Descripción

### Refuerzos
La separación vertical entre la roda y el tajamar se cierra con la curva capuchina (pieza triangular). El tajamar y la curva capuchina se refuerzan lateralmente con las curvas bandas que van hasta el costado de la embarcación.

### Plataforma
Encima de la curva capuchina horizontal y perpendicularmente; y cruzando de babor a estribor a esta se colocan las crucetas (vigas) cuyos tamaños crecen a medida que se alejan del tajamar (vértice del triángulo de la plataforma) en dirección a popa (hacia atrás). La mayor es el bao de la cabeza (viga) y es tangente al contorno de proa.
Éstas crucetas en sus extremos tienen curvas, de las cuales una pernada se une a la cruceta y la otra pernada corre hacia popa (atrás) a unirse con el extremo de otra cruceta, formando así los lados del triángulo de la plataforma. La última curva de cada lado se une a la proa.
Luego, van las carlingas que son piezas perpendiculares y ensambladas entre cruceta y cruceta (formando una cuadrícula). Finalmente, todo el conjunto soporta el enjarretado, forman así el beque (la plataforma).

### Obra accesoria
Los laterales entre la plataforma, el tajamar y el costado de la embarcación para que no se vea hueco, se aseguran entre estos dos últimos con los brazales (principal, medio y bajo) que son soportados por las gambotas de proa, a modo de columnas. El brazal principal esta sobre el nivel del enjaretado, así que funciona como batayola (barandilla).
Antes de crearse el beque, el mascarón de proa iba en la cabeza (parte superior) de la roda y tajamar, al separarse éste, el mascarón de proa se adelantó con él.
El beque creó espacio para colocar el pescante de amura, para soportarlo se creó el sobrebrazal que se coloca sobre el brazal principal.
El capitán y sus oficiales tienen su excusado en popa, en los llamados Jardines. Para los marinos, se enjareto el beque, ahí ellos hacían sus necesidades en cuclillas al aire libre. Posteriormente, se colocaron sobre el enjaretado paralelamente a uno y otro lado de la línea de crujía, tablas con agujeros a modo de bancos (llamadas también beque) para servir de excusado. Posteriormente, para oficiales de menor rango se construyó una garita al lado del beque para servir de excusado, que también se llamó Jardines (Tambor de proa).

## Partes
| Español          | Inglés       | Descripción |
| ---------------- | ------------ | ----------- |
| Beque            | Head         | El excusado |
| Enjarretado      | Gratings     |             |
| Carlingas        | Carlings     |             |
| Crucetas         | Cross beams  |             |
| Bao de la cabeza | Head beam    |             |
| Sobrebrazal      | False rail   |             |
| Brazal principal | Main rail    |             |
| Brazal medio     | Middle rail  |             |
| Brazal bajo      | Low rail     |             |
| Gambotas de proa | Head timbers |             |